# 22928 Темплей
22928 Темплей (22928 Templehe) — астероїд головного поясу, відкритий 15 жовтня 1999 року.
Тіссеранів параметр щодо Юпітера — 3,518.